# Société des fleurs de cerisier

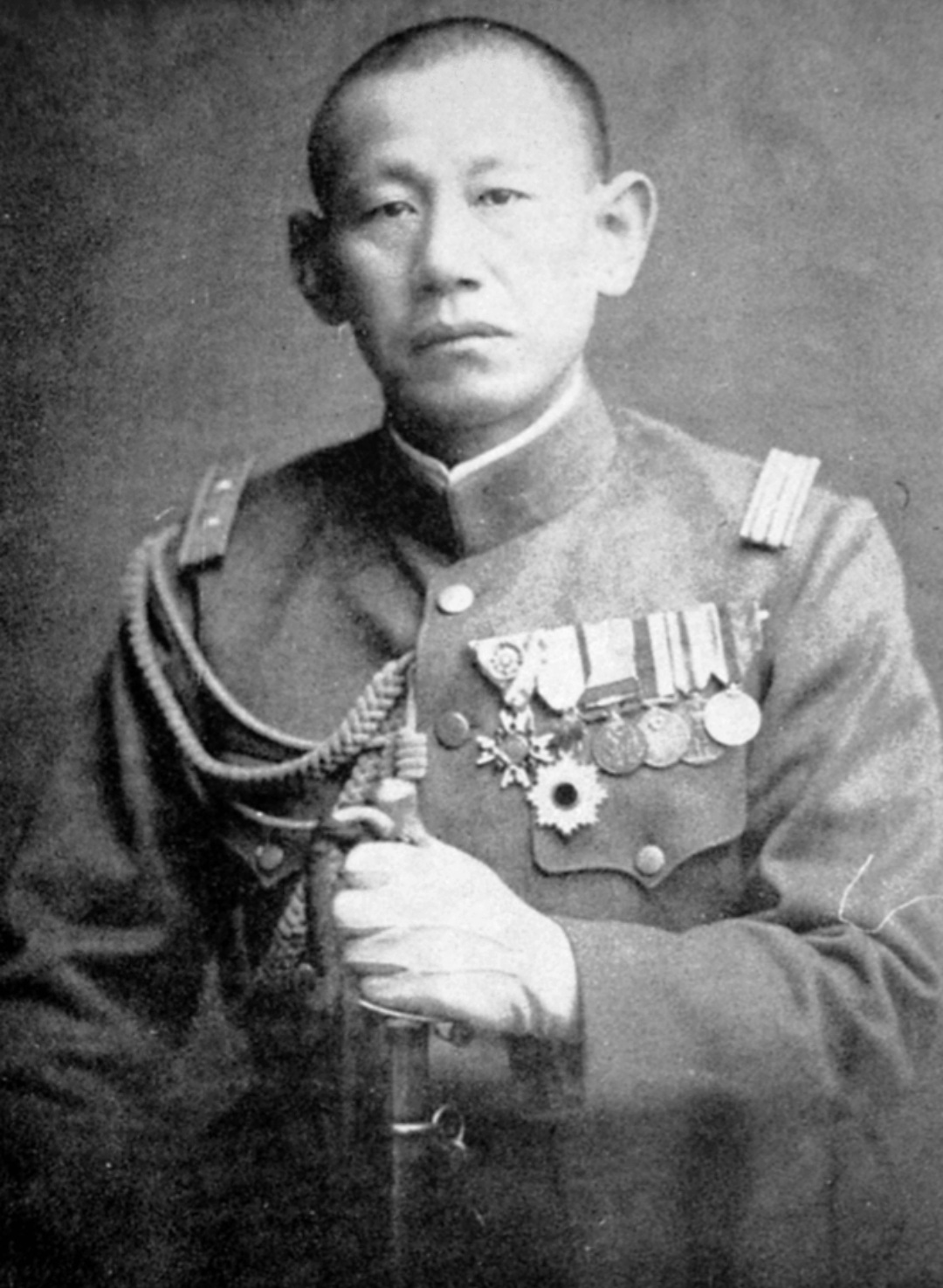
Le lieutenant-colonel Hashimoto, fondateur de la société.

La société des fleurs de cerisier (桜会, Sakurakai) est une société secrète ultranationaliste fondée par de jeunes officiers de l'armée impériale japonaise en septembre 1930, avec pour but de réorganiser l'État selon des lignes militaristes totalitaires, par l'intermédiaire d'un coup d'État si nécessaire. Le but avoué était la restauration de Shōwa qui replacerait l'empereur Hirohito à sa place légitime, libéré de la politique des partis et des « bureaucrates du mal » dans une nouvelle dictature militaire.
Le Sakurakai était dirigé par le lieutenant-colonel Hashimoto Kingoro (1890-1957), qui deviendra chef de la section russe de l'état-major de l'armée impériale japonaise, et le capitaine Chō Isamu (1895-1945) avec le soutien de Sadao Araki (1877-1966). La société avait une dizaine de membres lors de sa fondation, des officiers supérieurs en service actif de l'état-major de l'armée, et a progressivement intégré des officiers de régiments et de compagnies, de sorte qu'il y avait 50 membres au mois de février 1931, et probablement plusieurs centaines au mois d'octobre 1931. Un membre de premier plan fut Kuniaki Koiso, futur premier ministre du Japon.
« Le groupe désirait une réforme politique : l'élimination du système des partis par un coup d'État et l'établissement d'un nouveau cabinet basé sur le socialisme d'État, afin d'éliminer la corruption de la politique, de l'économie, et de la pensée du Japon. »
Par deux fois en 1931 (l'incident de mars et l'incident des couleurs impériales), le Sakurakai et des factions civils ultranationalistes essayèrent de renverser le gouvernement. Après l'arrestation de ses dirigeants à la suite de l'incident des couleurs impériales, le Sakurakai fut dissous.
Plusieurs de ses anciens membres intégrèrent la faction du contrôle.